# Colegio de Bullenhuser Damm
El colegio Bullenhuser Damm fue un centro educativo localizado en Hamburgo, en el barrio de Rothenburgsort inaugurado en 1910. A partir de los años 40 pasó a ser una extensión del Campo de concentración de Neuengamme como prisión para los prisioneros que debían desescombrar la zona de los bombardeos aéreos de los Aliados. Durante la Operación Gomorra, la zona sufrió serios daños, salvo el edificio, el cual se vio levemente afectado.
El 11 de abril de 1945 el colegio fue evacuado y quedó al cargo de dos soldados de las SS: el SS-Unterscharführer Johann Frahm y el SS-Oberscharführer Ewald Jauch junto con el conserje Wilhelm Wede.
En la noche del 20 de abril del mismo año, se llevaron a cabo experimentos médicos en veinte niños de origen judío junto con otros cuatro cuidadores adultos y seis prisioneros de guerra pertenecientes al Ejército Rojo, los cuales fueron asesinados en el sótano de la escuela. A estos se unieron otro grupo de 24 soldados soviéticos.
Las identidades de los presos fueron registradas por Hans Meyer, uno de los centenares de prisioneros de origen sueco hasta los últimos meses de la guerra
Neuengamme fue utilizado como campo de tránsito para los reclusos.

## Experimentación y matanza

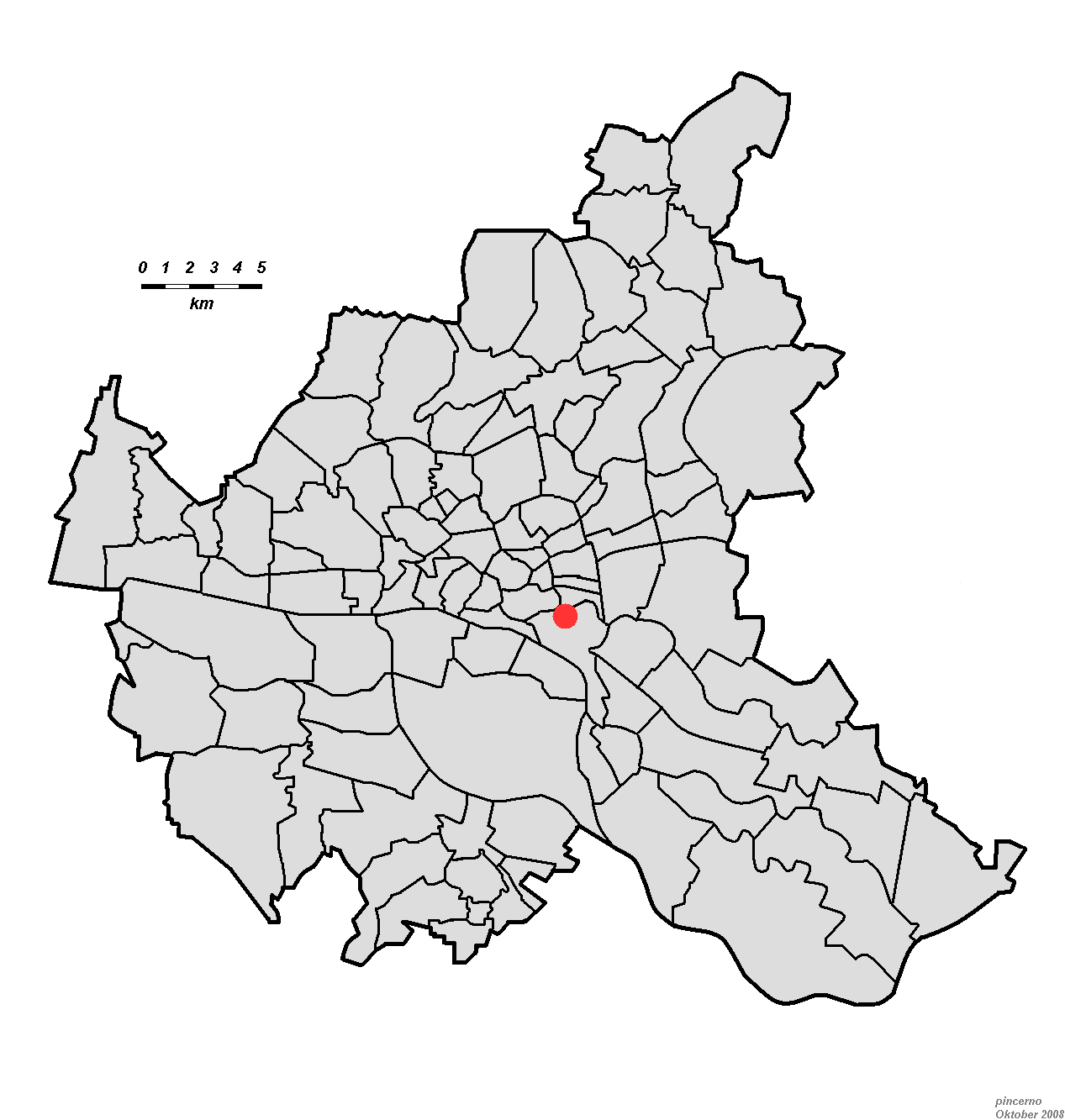
Ubicación de la escuela en Hamburgo

Kurt Heissmeyer, médico de las SS, buscaba obtener su cátedra en medicina, razón por la cual debía presentar una investigación original. Aunque fueron refutadas con anterioridad, él mantenía la hipótesis de que los bacilos de la tuberculosis podrían actuar como vacuna una vez inyectados en sujetos. Otro componente de su experimento fue la teoría racial de que la raza jugaba un papel determinante en el desarrollo de la enfermedad.
Para demostrar su hipótesis, recurrió a "Untermenschen" (subhumanos), judíos y eslavos; puesto que eran considerados inferiores a la raza aria. A los sujetos se les administraba bacilos vivos a los pulmones y al corriente sanguíneo. Su tío y también General de las SS: August Heissmeyer junto con su allegado Oswald Pohl les facilitó todos los recursos disponibles para su trabajo.
En un principio, las cobayas humanas fueron prisioneros de Neuengamme de origen soviético y de otros países. Posteriormente las pruebas se extenderían a los judíos, en este caso niños escogidos por el propio Heissmeyer. Josef Mengele escogió y envió a diez niños y diez niñas de Auschwitz tras engañarles con llevarles "a ver a sus respectivas madres".
Los menores estuvieron acompañados por cuatro prisioneras: dos enfermeras polacas y una farmacéutica húngara (las cuales sería ejecutadas al llegar) y una médica polaca: Paula Trocki como única superviviente del grupo. Tras la guerra ofreció su testimonio:

En el transporte nos acompañaba un guardia de las SS. Éramos veinte menores, una médica y tres enfermeras. El convoy se acopló a un tren normal. De esta manera parecía un vagón cualquiera. Nos tuvimos que quitar los distintivos judíos para no llamar la atención. Para que nadie se acercarse, los oficiales decían que el vagón transportaba a gente afectada por la fiebre tifoidea. {...} La comida fue excelente, en aquel trayecto nos ofrecieron chocolate y leche. Tras dos días de viaje, llegamos a Neuengamme a las 22:00h.
-Paula Trocki

En cuanto a los niños, estos cayeron enfermos a causa de las inyecciones. Posteriormente, Heissmeyer les retiró quirúrgicamente los ganglios linfáticos axilares y enviados al Dr. Hans Klein para su posterior estudio en el Hospital Hohenlychen, mientras que los menores fueron fotografiados mostrando las axilas operadas.
Puesto que la caída del frente occidental y la llegada de las tropas británicas eran inminentes, los perpetradores recibieron la orden de ejecutar a los presos para eliminar pruebas.
Acto seguido, todos (junto con las cuidadoras y los seis prisioneros soviéticos) fueron trasladados en camión hacia el colegio Bullenhuser Damm. Por aquel entonces solo había dos guardias de las SS: Ewald Jauch y el conserje aparte de los prisioneros allí recluidos. En el camión viajaron con tres guardias: Wilhelm Dreimann, Adolf Speck y Heinrich Wiehagen y el médico: Alfred Trzebinski. Sin embargo, tanto los pequeños como los adultos creyeron que iban a ser trasladados a Theresienstadt sin saber que iban a ser llevados al sótano del colegio. De acuerdo con un miembro de las SS, "[los niños] se sentaron en los banquillos y estuvieron en todo momento alegres y felices de haber salido por una vez de Neuengamme. Ninguno de ellos sospechó nada."
Una vez desvestidos, Trzebinski les administró una inyección de morfina y posteriormente llevados a una sala adyacente con ganchos en las paredes. Una vez colocados, la ejecución fue supervisada por Arnold Strippel, SS-Obersturmführer. El primer niño en ser colgado pesaba tan poco que la horca no le apretaba, por lo que Frahm optó por colgarse del niño para que con su propio peso se completase la ejecución. Por su parte, los adultos fueron colgados de las cañerías del techo. Esa misma noche, otro grupo de prisioneros soviéticos (alrededor de treinta) llegaron al colegio a bordo de un camión. Seis consiguieron escapar, mientras que otros tres fallecieron en su intento. El resto en cambio fueron ahorcados en el sótano.

### Proceso judicial

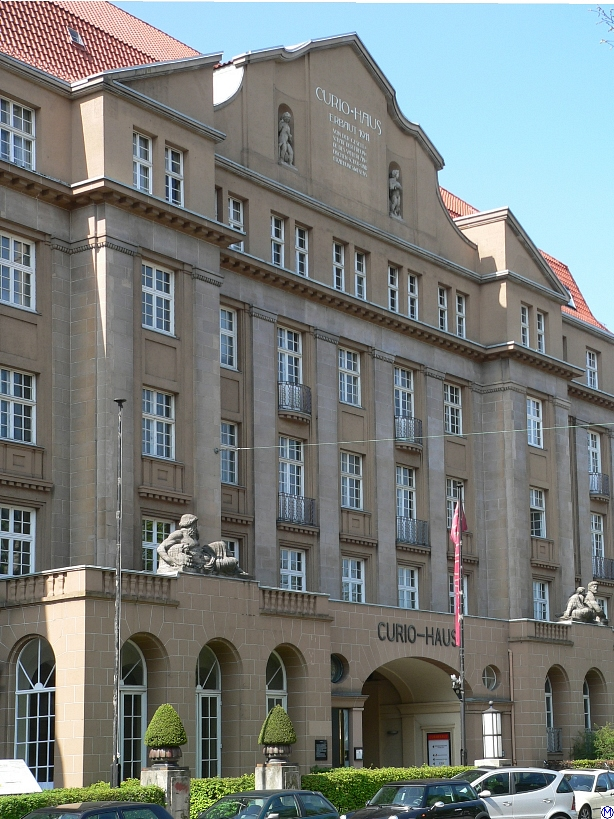
Fachada de la Curio Haus, Hamburgo

Algunos de los responsables de la masacre fueron juzgados por las autoridades británicas en la Curio Haus en Hamburgo. Trzebinski, Max Pauly, Dreimann Speck, Jauch y Frahm fueron condenados y sentenciados a muerte. El 8 de octubre de 1946 serían ejecutados en la horca.
Heissmeyer y Strippel escaparon y se dieron a la fuga. No obstante, Strippel fue detenido en 1948 en Fráncfort después de que un prisionero superviviente de Buchenwald le reconociera. Fue juzgado por los sucesos del 9 de noviembre de 1939 en el que veintiún presos judíos fueron asesinados en respuesta al atentado fallido contra Adolf Hitler en la Bürgerbräukeller de Múnich, hecho perpetrado por Georg Elser. En consecuencia, fue sentenciado a veintiuna cadenas perpetuas por el tribunal de Fráncfort.
En 1964 la fiscalía de Hamburgo inició una investigación sobre su responsabilidad en el colegio, sin embargo, los delitos de los que estaba acusado (homicidio doloso) habían quedado prescritos, por lo que tuvo que se enfrentó a cargos por asesinato. Para ello se debía demostrar que el acusado actuó por "crueldad, insidia o con alevosía". Tres años después, el fiscal Helmut Münzberg retiraría los cargos por falta de evidencias tras declarar que Strippel no actuó por crueldad, puesto que los niños "no habían sufrido maltrato alguno más allá de sus muertes". En 1969 fue puesto en libertad. Posteriormente, Strippel exigió que se repitiera el proceso, petición que fue denegada dos años después, no obstante volvería a recurrir. Sin embargo, en aquella ocasión fue condenado a seis años de prisión por los crímenes de Buchenwald, aunque pasó veinte, razón por la que fue indemnizado con 121.477 marcos.
En 1979 se reabrió el caso tras unos artículos publicados por Günther Schwarberg, sin embargo, Strippel no volvió a prisión por su mal estado de salud. En 1987 se archivó definitivamente el caso y Strippel fallecería el 1 de mayo de 1994.
Durante la postguerra, Heissmeyer regresó a Magdeburgo, por aquel entonces parte de la RDA, donde empezó una nueva vida como médico especialista de la tuberculosis. En 1959 fue detenido y siete años después condenado a prisión de por vida. En su juicio declaró: "no creí que los reclusos de ningún campo tuvieran valor como seres humanos". Cuando se le preguntó por qué no utilizó cobayas para sus experimentos, este declaró que: "no había diferencias básicas entre cobayas y judíos". Heissmeyer fallecería el 29 de agosto de 1967.

## Víctimas
| Nombre                  | Edad          | Sexo biológico | Nacionalidad  |
| ----------------------- | ------------- | -------------- | ------------- |
| Altmann, Mania          | 7             | F              | Polaca        |
| Birnbaum, Lelka         | 12            | F              | Polaca        |
| De Simone, Sergio       | 7             | M              | Italiano      |
| Goldinger, Surcis       | Entre 10 y 12 | F              | Polaca        |
| Herszberg, Riwka        | 6             | F              | Polaca        |
| Hornemann, Alexander    | 8             | M              | Holandés      |
| Hornemann, Eduard       | 12            | M              | Holandés      |
| James, Marek            | 6             | M              | Polaco        |
| Jungleib, Walter        | 12            | M              | Checoeslovaco |
| Klygermann, Lea         | 7             | F              | Polaca        |
| Kohn, Georges-André     | 12            | M              | Francés       |
| Mekler, Blumel          | Entre 10 y 11 | F              | Polaca        |
| Morgenstern, Jacqueline | 12            | F              | Francesa      |
| Reichenbaum, Eduard     | 10            | M              | Polaco        |
| Steinbaum, Marek        | 7             | M              | Polaco        |
| Wassermann, H.          | 7             | F              | Polaca        |
| Witońska, Eleonora      | 5             | F              | Polaca        |
| Witoński, Roman         | 6             | M              | Polaco        |
| Zeller, Roman           | 12            | M              | Polaco        |
| Zylberberg, Ruchla      | 8             | F              | Polaca        |

## Memorial

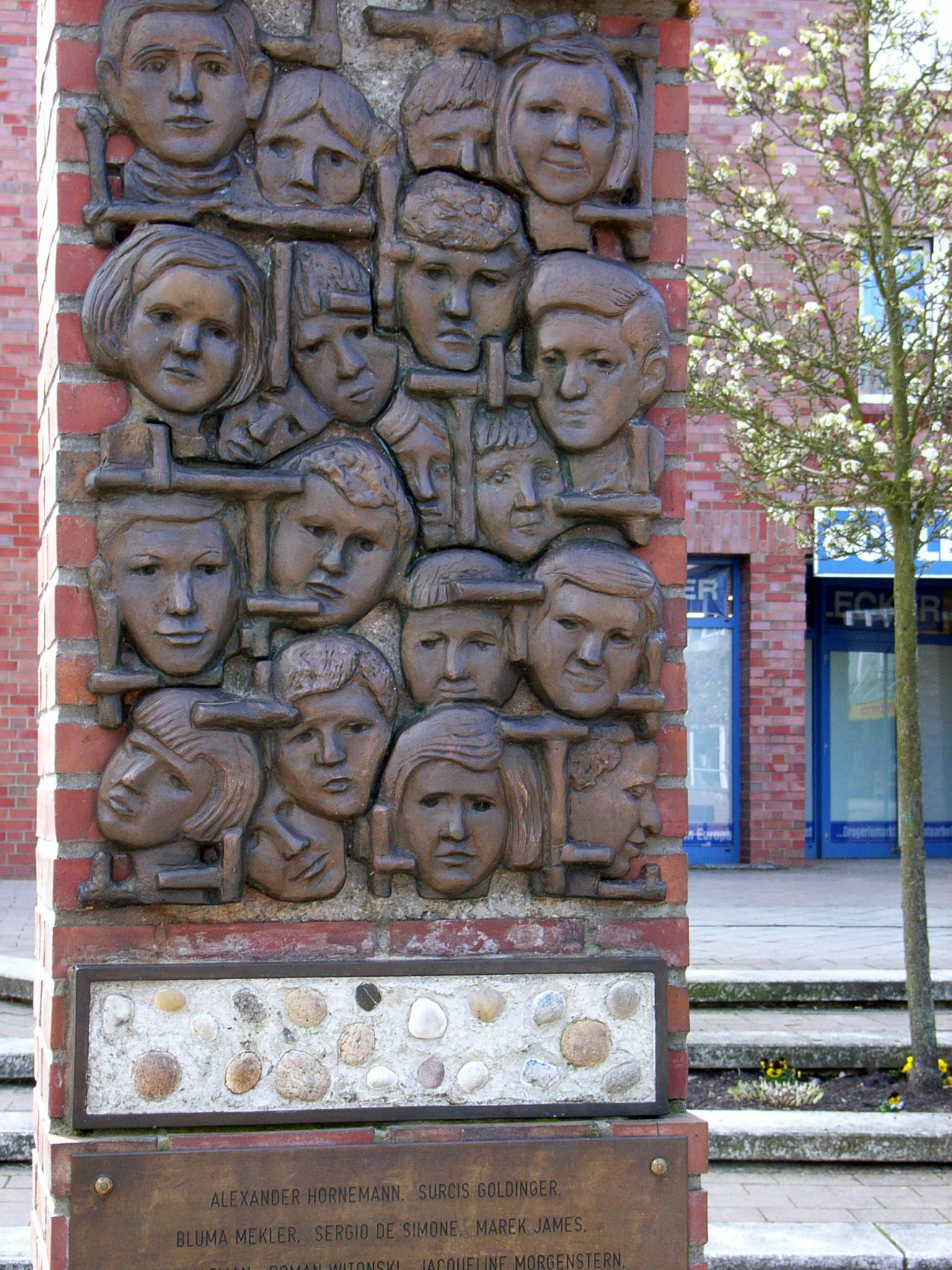
Memorial en Schnelsen

Durante la postguerra, el edificio fue utilizado como centro de detención para los prisioneros de guerra alemanes por parte del sector británico hasta 1947. Posteriormente pasaría a ser administrado por el servicio meteorológico del Instituto Hidrográfico hasta 1949. Durante aquellos dos años volvió a ser un colegio al que asistieron 800 niños. 
En 1959, una organización de representantes de los supervivientes de Neuengamme propusieron al consejo escolar de Hamburgo la colocación de una placa en memoria de las víctimas. Sin embargo, dicha propuesta no se aprobó hasta 1963. El texto generó controversias debido a que en ella se omitieron a las víctimas soviéticas aparte de que no indicaba el origen religioso de los niños ni sus identidades.
En 1980 se colocaron señales de información en el sótano del colegio y el Senado de Hamburgo declaró el centro educativo como "memorial" siendo renombrado en recuerdo de Janusz Korczak, quien fuera pediatra y escritor polaco de raíces judías y fallecido en Treblinka junto con otros 190 huérfanos. Cinco años después se construyó un jardín de rosas. En el barrio de Schnelsen varias calles fueron rebautizadas con los nombres de los niños y otra placa memorial. El periodista y escritor Günther Schwarberg estuvo trabajando en la identidad de los mismos.